# Slottsbron
Slottsbron er et byområde i Grums kommun i Värmlands län i Sverige. I 2010 var indbyggertallet 1 039.